# Chaco-Fettschwanzbeutelratte

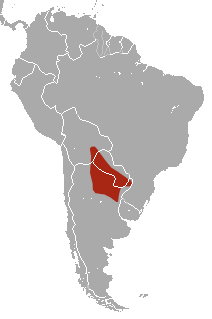
Verbreitungsgebiet (rot)

Die Chaco-Fettschwanzbeutelratte (Thylamys pusillus) kommt in Paraguay westlich des Río Paraguay, in der
argentinischen Formosa und im Süden des bolivianischen Departamentos Santa Cruz vor.

## Beschreibung
Die Tiere erreichen eine Kopfrumpflänge von 7 bis 12 cm, haben einen 8,5 bis 13,4 cm langen Schwanz und erreichen ein Gewicht von 11 bis 32 g. Der Schwanz hat in der Regel eine Länge von 115 % der Kopfrumpflänge. Wie bei Fettschwanzbeutelratten üblich sind die Haare gebändert mit drei unterschiedlichen Farbzonen. Der Rücken ist dunkelgrau bis graubraun, der Kopf ist heller mit einem auffälligen dunklen Streifen auf der Kopfmitte. Die Augen sind von schmalen dunklen Ringen umgeben. Die Ohren sind groß, unbehaart und rotbraun gefärbt. Das Bauchfell ist cremefarben bis weißlich. Die Haare haben eine Länge von 7 bis 9 mm. Vorder- und Hinterpfoten sind klein und weißlich. Die Weibchen haben keinen Beutel. Die Anzahl der Zitzen liegt bei 15, sieben an jeder Seite und eine mittige. Der Karyotyp der Chaco-Fettschwanzbeutelratte besteht aus einem Chromosomensatz von 2n=14 Chromosomen (FN=20).

## Lebensraum und Lebensweise
Die Chaco-Fettschwanzbeutelratte kommt in den Trockenwäldern und Dornbuschsavannen des Gran Chaco vor. Typischerweise ist ihr Lebensraum mit niedrigen Bäumen, darunter verschiedene Quebracho-Arten (Aspidosperma quebracho-blanco und Schinopsis sp.), Bulnesia sarmientoi, Ceiba insignis und Tabebuia nodosa, sowie  Meerträubel, Mimosen, Maytenus, Prosopis, Kakteen und stachelige Bromelien in der Strauchschicht bestanden. Sie ernährt sich vor allem von Gliederfüßern, daneben werden Früchte, Samen und Blätter gefressen. Über ihre Aktivitätsmuster und die Fortpflanzungsbiologie liegen bisher keine Informationen vor. Die Tiere wurden bisher auf dem Erdboden und kletternd in den Sträuchern bis in Höhen von einem Meter gefangen.

## Systematik
Die Chaco-Fettschwanzbeutelratte wurde erstmals im Jahr 1804 durch den französischen Zoologen Anselme Gaëtan Desmarest  unter der Bezeichnung Didelphis pusillus beschrieben. Heute wird sie in die Gattung der Fettschwanzbeutelratten (Thylamys) gestellt. Innerhalb der Gattung Thylamys bildet die Chaco-Fettschwanzbeutelratte zusammen mit der Pampas-Fettschwanzbeutelratte (Thylamys citellus) und der Schönen Fettschwanzbeutelratte (Thylamys pulchellus) eine Klade (Chaco-Klade) nah verwandter Arten.

## Status
Die IUCN schätzt den Bestand der Chaco-Fettschwanzbeutelratte als ungefährdet ein. Das Verbreitungsgebiet ist relativ groß und die Tiere sind wahrscheinlich zahlreich.

## Belege
1. 1 2 3 4 5  Diego Astúa: Family Didelphidae (Opossums). in Don E. Wilson, Russell A. Mittermeier: Handbook of the Mammals of the World – Volume 5. Monotremes and Marsupials. Lynx Editions, 2015, ISBN 978-84-96553-99-6. Seite 178.
2. ↑  R. Eduardo Palma, Dusan Boric Bargetto, Pablo Jayat, David A. Flores et a.: Molecular phylogenetics of mouse opossums: new findings on the phylogeny of Thylamys (Didelphimorphia, Didelphidae). Zoologica Scripta 43(3):217-234 · Januar 2014, PDF
3. ↑  Thylamys pusillus in der Roten Liste gefährdeter Arten der IUCN 2015. Eingestellt von: de la Sancha, N., Teta, P., Flores, D. & Albanese, M.S., 2015. Abgerufen am 15. März 2020.